# Guillermo Celi
Guillermo Alejandro Celi Santos (Portoviejo, 5 de febrero de 1976) es un abogado y político ecuatoriano, Vicepresidente del  Partido SUMA. Fue asambleísta nacional de Ecuador, entre 2017 y 2020.

## Biografía
Nació el 5 de febrero de 1976 en la ciudad de Portoviejo, provincia de Manabí. Realizó sus estudios de secundaria en la Unidad Educativa Cristo Rey de Portoviejo y los superiores en la Pontificia Universidad Católica del Ecuador, en donde obtuvo el título de doctor en jurisprudencia.
Fue procurador síndico de la ciudad de Portoviejo en la alcaldía de Humberto Guillem, también fue docente de universidad. Es uno de los fundadores del colectivo Ecuador Pragmático, que eventualmente dio lugar al partido SUMA.
Antes de entrar a la carrera política ejercía la profesión de abogado y de catedrático universitario.
Inició su vida política en el año 2009, al participar en las elecciones seccionales de ese año como candidato a la prefectura de Manabí por el partido Sociedad Patriótica 21 de Enero.
En las elecciones legislativas de 2013 participó como candidato a Asambleísta en representación de la provincia de Manabí por el partido SUMA.
En las elecciones legislativas de 2017 fue elegido como Asambleísta Nacional por la Alianza por el Cambio.
Casi al finalizar este periodo, presentó su renuncia como Asambleísta para posteriormente presentarse como candidato a la presidencia de la República por el partido SUMA en las elecciones presidenciales de 2021.
En 2024, la empresa denominada Agencias Universales S. A. denunció a Celi por difundir expresiones de descrédito.